# Opération Trust
L'opération Trust (en français : opération confiance, en russe : операция Трест) est une opération sous fausse bannière menée par la police secrète soviétique de 1921 à 1929. En infiltrant et en manipulant des réseaux plus ou moins cohésifs de sympathisants monarchistes, la Guépéou fit croire à l'existence d'une puissante organisation anti-bolchevique, et put identifier et arrêter ceux qui étaient attirés vers ce mouvement. Contemporaine de la NEP, cette opération de guerre politique (en) a permis aux tchékistes de démasquer et capturer (aussi bien à l'étranger qu'en Russie soviétique) de nombreux militants anti-bolcheviques (comme le maître-espion Sidney Reilly), et a fortement contribué à affaiblir et à démoraliser les mouvements de lutte anti-soviétique dans l'entre-deux-guerres.

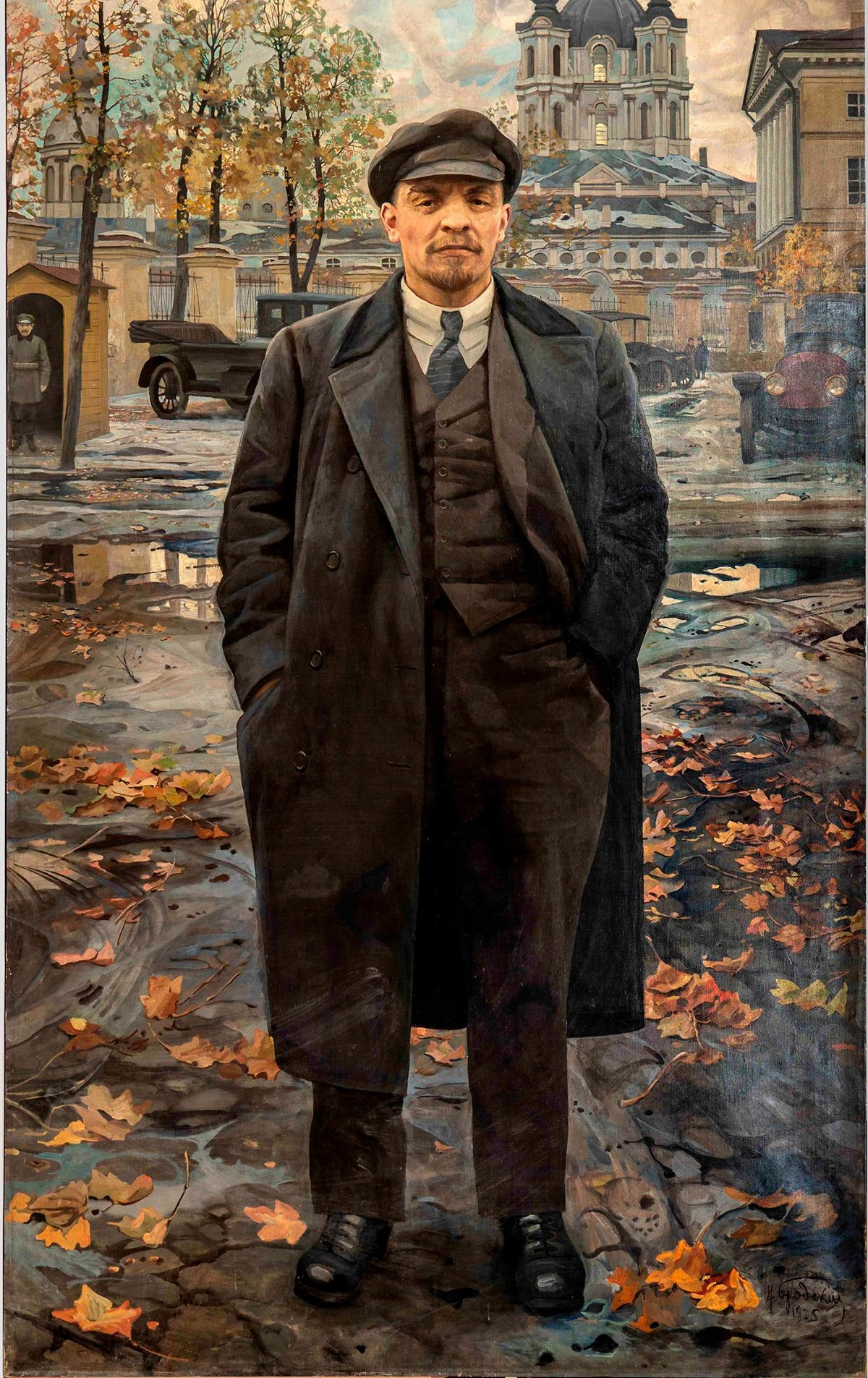
Lénine devant le Smolny à Pétrograd, au début des années 1920 (peinture d'Isaak Brodsky).

## Organisation
L’opération « Trust », vaste et complexe machination lancée par Viatcheslav Menjinski et poursuivie ultérieurement entre 1921 et 1929 par son lieutenant Artur Artuzov (chef de l'INO, la branche « Intelligence extérieure » de la Guépéou), visait à faire croire aux Russes blancs (tant à l’extérieur qu’à l’intérieur de la Russie soviétique) qu’une nouvelle organisation anti-bolchevique, la MUCR (en russe : МОЦР, Монархическое объединение Центральной России), avait besoin de leur aide, en hommes et en argent. Ceux qui adhéraient à la MUCR (émigrés résidant à l'étranger, ou « agents dormants » en URSS) étaient arrêtés ; forcés à dévoiler leurs contacts, ils étaient ensuite exécutés ou incités à collaborer avec la Guépéou.

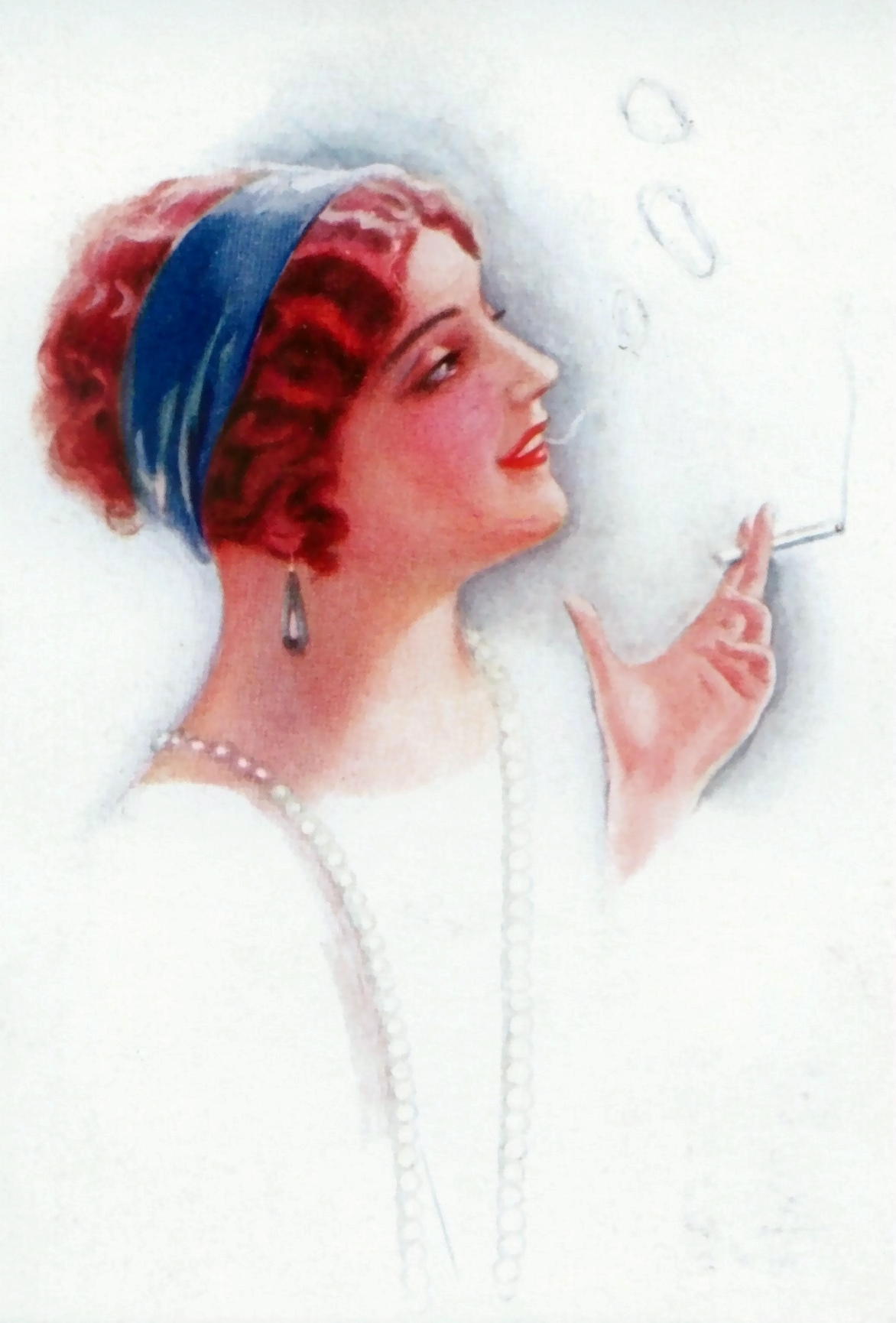
Pragmatiquement impulsée par Lénine à l'époque où les années folles régnaient en Occident, décidée au 10e Congrès du PC, la NEP fut décrétée officiellement au printemps 1921, et autorisa entre autres l’ouverture de petits commerces privés, comme des fumeries. Sur cette carte postale russe en couleurs de l'époque, l’élégante (en cheveux courts et sautoir de perles) qui savoure sa papirosa et envoie langoureusement en l'air des ronds de fumée symbolise l’espoir d’une émancipation et d'une ère nouvelle, tant sur le plan économique que sociologique et culturel.

L'agent provocateur en chef de « Trust » était un spetsi, un haut fonctionnaire au Narkomat (Наркомат внешней торговли, Ministère du Commerce extérieur) nommé Alexandre Alexandrovitch Yakoushev. Ses fonctions impliquaient des déplacements à l’étranger pour des transactions commerciales dans le cadre de la NEP, et il avait toute latitude de rencontrer officiellement des personnalités occidentales, et en sous-main des Russes émigrés. Par ailleurs la libéralisation apparente apportée en URSS par la NEP était observée avec grand intérêt par la diaspora russe émigrée et incitait nombre de Russes blancs au retour, ce qui favorisait le travail des agents de l’OGPU.
La principale cible de l’opération Trust en Occident était l'association de Russes blancs ROVS (Russkiy ObshchoVoyenskiy Soyuz, une organisation anti-bolchevique fondée par le général-baron Piotr Nikolaïevitch Wrangel), le successeur de Wrangel, le général Alexandre Pavlovitch Koutepov, et son entourage. Koutepov, figure charismatique de la résistance anti-bolchevique à l’étranger, avait pour objectif de déclencher des attentats et des actions de commando en Russie soviétique – et avait créé un service de contre-espionnage, la Внутренняя Линия (Vnutrennyaya Liniya, « Rempart Intérieur », Inner Line (en)) qui cherchait tant bien que mal à contrer les actions de la branche « Intelligence Étrangère » de la Guépéou.
La mission de Yakoushev consistait à apprendre les noms des militants royalistes (tant à l’étranger qu’à l’intérieur de la Russie soviétique) — et aussi à convaincre Koutepov que la résistance anti-bolchevique s’organisait lentement mais sûrement en Russie, et qu’il fallait surtout éviter de la mettre en péril en entreprenant des actions violentes prématurées. Le mythe de la montée en puissance de l’anti-bolchevisme et de la ré-apparition du libéralisme en Russie, apparemment conforté par la NEP, serait d’ailleurs confirmé par la parution en 1927 du livre Trois capitales (Три столицы) de Vasily V. Shulgin, écrit après un « voyage clandestin » effectué en URSS par cet émigré fort connu chez les Blancs.

## Efficacité deTrust
Les services secrets occidentaux, abusés (en particulier le SIS britannique), aidèrent « Trust », techniquement et en lui versant des subsides.
Les tchékistes utilisèrent les dissensions entre Wrangel et le grand-duc Nicolas Nikolaïevitch, chef du Conseil Supérieur Monarchiste, pour infiltrer les milieux russe-monarchiste : « ils s'y sentaient comme à la Loubianka ».
Les militants royalistes autochtones et les commandos venus d'Occident capturés à l'intérieur des frontières de l'URSS furent en très grande majorité liquidés. Pour certains, comme le prince Pavel Dmitrievitch Dolgoroukov (capturé, et exécuté par l'OGPU en 1927), le retour était motivé surtout par la nostalgie.
Le général Koutepov sera enlevé par la Guépéou en 1930, mais la plus belle prise des agents de Trust est le maître-espion Sidney Reilly, capturé et tué en 1925, après son entrée clandestine en URSS.
En mai 1927, Alexander Staunitz-Opperput, un militant de la cause monarchiste révèle dans le journal tsariste Aujourd'hui publié à Riga qu'il a été un agent de l'OGPU chargé d'infiltrer les organisations blanches dans le cadre de l'« Opération Trust ». Mais ces révélations ne mettent pas immédiatement fin à l'opération Trust, qui continue sur sa lancée pendant quelques années. D'ailleurs, d'autres machinations fondées sur le même principe que « Trust », les « opérations Syndicat » (contemporaines de « Trust » ou plus tardives), permirent aux hommes d'Artur Artuzov d'arrêter des opposants appartenant à différents mouvements anti-bolcheviques, en particulier l'agitateur Boris Savinkov (capturé en 1924, suicidé ou tué en mai 1925).
La plupart des agents de l'OGPU impliqués dans l'opération Trust ont été liquidés pendant la Iejovtchina, et leurs archives gardées en lieu sûr.

## Dans la culture populaire
Lev Nikouline s’est inspiré de l’opération Trust pour écrire son roman Мёртвая зыбь (Marée mortelle, 1965). Le roman de Nikouline a lui-même servi de base à un documentaire TV russe : Opération Trust réalisé par Sergueï Kolossov (1967).